# Peugeot 607
Peugeot 607 er en bilmodel fra den franske bilfabrikant Peugeot, som blev fremstillet fra 2000 til 2010. Den øvre mellemklassebil, som var fabrikantens flagskib, afløste den i 1999 udgåede Peugeot 605.

## Intoduktion og udvikling
Peugeot 607 blev præsenteret på Frankfurt Motor Show i oktober 1999. Modellen gik i produktion i marts 2000. 6-tallet i modelbetegnelsen betød ved introduktionen af Peugeot 601 i 1934 en sekscylindret rækkemotor på 2,2 liter med 60 hk. Siden da er denne betegnelse bibeholdt for store sedaner fra Peugeot. 607 blev bygget på hovedfabrikken i Sochaux. 

### Modelændringer
I sommeren 2003 fik 607 en lettere teknisk opdatering med sideairbags ved bagsædet samt sekstrins gearkasse til 2,2 HDi-dieselmotoren.
607 gennemgik i november 2004 et diskret facelift med runde tågeforlygter i frontskørterne og nye V6-motorer.
Fra februar 2009 til produktionens indstilling fandtes 607 kun med 2,2 HDi- og 2,7 V6 HDi-motorerne, og kun med topudstyret Platinum, som bl.a. omfattede tozonet klimaautomatik, lædersæder, sædevarme, metallak, navigationssystem, xenonlygter og parkeringshjælp.
- Peugeot 607 (2004–2010)
- Bagfra

## Tekniske data
607 er forhjulstrukket, har en vendekreds på 12 meter og en brændstoftank på 80 liter. Modellen findes med benzinmotorer på 2,2 og 3,0 liter og commonrail-dieselmotorer fra 2,0 til 2,7 liter. I visse lande fandtes der også en mindre benzinmotor på 2,0 liter.
Modellen med 2,2-liters dieselmotor var på introduktionstidspunktet verdens første dieselbil med fabriksmonteret partikelfilter. I november 2004 tilkom en V6-dieselmotor på 2,7 liter, og i slutningen af 2007 udgik 2,2-liters benzinmotoren.

### Benzinmotorer
|                                                | 2.01                 | 2.2                             | 2.2                             | 3.0 V6                           | 3.0 V6                 |
| Byggeår                                        | 3/2000–3/2004        | 3/2000–3/2004                   | 3/2004–12/2007                  | 3/2000–3/2004                    | 3/2004–2/2009          |
| Motordata                                      |                      |                                 |                                 |                                  |                        |
| Motorkode                                      | EW10 J4 (RFN)        | EW12 J4 (3FZ)                   | EW12 J4 (3FY)                   | ES9 J4S (XFX)                    | ES9 IA (XFV)           |
| Motortype                                      | R4-benzinmotor       | R4-benzinmotor                  | R4-benzinmotor                  | V6-benzinmotor                   | V6-benzinmotor         |
| Antal ventiler pr. cylinder                    | 4                    | 4                               | 4                               | 4                                | 4                      |
| Ventilstyring                                  | DOHC, tandrem        | DOHC, tandrem                   | DOHC, tandrem                   | 2 × DOHC, tandrem                | 2 × DOHC, tandrem      |
| Fødesystem                                     | Multipoint           | Multipoint                      | Multipoint                      | Multipoint                       | Multipoint             |
| Trykladning                                    | –                    | –                               | –                               | –                                | –                      |
| Køling                                         | Vandkøling           | Vandkøling                      | Vandkøling                      | Vandkøling                       | Vandkøling             |
| Boring × slaglængde                            | 85,0 × 88,0 mm       | 86,0 × 96,0 mm                  | 86,0 × 96,0 mm                  | 87,0 × 82,6 mm                   | 87,0 × 82,6 mm         |
| Slagvolume                                     | 1997 cm³             | 2230 cm³                        | 2230 cm³                        | 2946 cm³                         | 2946 cm³               |
| Kompressionsforhold                            | 10,8:1               | 10,8:1                          | 10,8:1                          | 10,9:1                           | 10,9:1                 |
| Maks. effekt ved omdr./min.                    | 100 kW (136 hk) 6000 | 116 kW (158 hk) 5650            | 120 kW (163 hk) 5875            | 152 kW (207 hk) 6000             | 155 kW (211 hk) 6000   |
| Maks. drejningsmoment ved omdr./min.           | 190 Nm 4100          | 217 Nm 3900                     | 220 Nm 4150                     | 285 Nm 3750                      | 290 Nm 3750            |
| Kraftoverførsel                                |                      |                                 |                                 |                                  |                        |
| Drivende hjul                                  | Forhjul              | Forhjul                         | Forhjul                         | Forhjul                          | Forhjul                |
| Gearkasse (standardudstyr)                     | 5-trins manuel       | 5-trins manuel                  | 5-trins manuel                  | 5-trins manuel                   | 6-trins automatisk     |
| Gearkasse (ekstraudstyr)                       | –                    | 4-trins automatisk              | 4-trins automatisk              | 4-trins automatisk               | –                      |
| Præstationer2                                  |                      |                                 |                                 |                                  |                        |
| Topfart                                        | 210 km/t             | 220 km/t (213 km/t)             | 220 km/t (213 km/t)             | 240 km/t (232 km/t)              | (235 km/t)             |
| Acceleration 0-100 km/t                        | 10,6 sek.            | 9,6 sek. (11,5 sek.)            | 10,9 sek. (13,3 sek.)           | 8,1 sek. (9,9 sek.)              | (9,9 sek.)             |
| Brændstofforbrug pr. 100 km ved blandet kørsel | 8,6 liter Blyfri 95  | 9,1 liter (9,4 liter) Blyfri 95 | 9,2 liter (9,6 liter) Blyfri 95 | 9,8 liter (10,2 liter) Blyfri 95 | (10,2 liter) Blyfri 95 |

### Dieselmotorer
|                                                | 2.0 HDi1                  | 2.0 HDi                   | 2.2 HDi                      | 2.2 HDi                   | 2.7 V6 HDi                |                |
| Byggeår                                        | 3/2000−3/2004             | 9/2005–2/2009             | 3/2000–9/2005                | 5/2006–9/2010             | 11/2004–9/2010            |                |
| Motordata                                      |                           |                           |                              |                           |                           |                |
| Motorkode                                      | DW10 ATED (RHZ)           | DW10 BTED4 (RHR)          | DW12 ATED4 (4HZ/4HW)         | DW12 BTED4 (4HT)          | DT17 TED4 (UHZ)           |                |
| Motortype                                      | R4-dieselmotor            | R4-dieselmotor            | R4-dieselmotor               | R4-dieselmotor            | V6-dieselmotor            | V6-dieselmotor |
| Antal ventiler pr. cylinder                    | 2                         | 4                         | 4                            | 4                         | 4                         |                |
| Ventilstyring                                  | OHC, tandrem              | DOHC, tandrem             | DOHC, tandrem                | DOHC, tandrem             | 2 × DOHC, tandrem/kæde    |                |
| Fødesystem                                     | Commonrail                | Commonrail                | Commonrail                   | Commonrail                | Commonrail                |                |
| Trykladning                                    | Turbolader, ladeluftkøler | Turbolader, ladeluftkøler | Turbolader, ladeluftkøler    | Turbolader, ladeluftkøler | Turbolader, ladeluftkøler |                |
| Køling                                         | Vandkøling                | Vandkøling                | Vandkøling                   | Vandkøling                | Vandkøling                |                |
| Boring × slaglængde                            | 85,0 × 88,0 mm            | 85,0 × 88,0 mm            | 85,0 × 96,0 mm               | 85,0 × 96,0 mm            | 81,0 × 88,0 mm            |                |
| Slagvolume                                     | 1997 cm³                  | 1997 cm³                  | 2179 cm³                     | 2179 cm³                  | 2720 cm³                  |                |
| Kompressionsforhold                            | 18,0:1                    | 18,0:1                    | 18,0:1                       | 18,0:1                    | 17,3:1                    |                |
| Maks. effekt ved omdr./min.                    | 80 kW (109 hk) 4000       | 100 kW (136 hk)2 4000     | 98 kW (133 hk) 4000          | 125 kW (170 hk)3 4000     | 150 kW (204 hk) 4000      |                |
| Maks. drejningsmoment ved omdr./min.           | 250 Nm 1750               | 320 Nm4 2000              | 317 Nm 2000                  | 370 Nm 1750               | 440 Nm 1900               |                |
| Kraftoverførsel                                |                           |                           |                              |                           |                           |                |
| Drivende hjul                                  | Forhjul                   | Forhjul                   | Forhjul                      | Forhjul                   | Forhjul                   |                |
| Gearkasse (standardudstyr)                     | 5-trins manuel            | 6-trins manuel            | 5-trins manuel4              | 6-trins manuel            | 6-trins automatisk        |                |
| Gearkasse (ekstraudstyr)                       | –                         | –                         | 4-trins automatisk           | –                         | –                         |                |
| Præstationer6                                  |                           |                           |                              |                           |                           |                |
| Topfart                                        | 190 km/t                  | 207 km/t                  | 205 km/t (202 km/t)          | 224 km/t                  | (230 km/t)                |                |
| Acceleration 0-100 km/t                        | 14,1 sek.                 | 11,6 sek.                 | 10,6 sek. (12,1 sek.)        | 9,3 sek.                  | (9,3 sek.)                |                |
| Brændstofforbrug pr. 100 km ved blandet kørsel | 5,9 liter Diesel          | 6,1 liter Diesel          | 6,7 liter (7,2 liter) Diesel | 6,4 liter Diesel          | 8,4 liter Diesel          |                |

## Øvrigt
607 var udover Citroën C6 tjenestebil for de franske statspræsidenter Jacques Chirac og Nicolas Sarkozy. Daværende miljøminister Svend Auken benyttede fra 2001 en 607 som ministerbil.
Som den første dieselbil tildelte det svenske biltidsskrift Teknikens Värld 607 2,2 HDi deres miljøpris. Modellen modtog ligeledes miljøpriser i Tyskland, Storbritannien, Østrig og Frankrig.
Den 22. april 2002 satte racerkøreren Philippe Couesnon  i en let modificeret 607 HDi en verdensrekord: på 4.888 timer havde han tilbagelagt 500.000 kilometer.
607 Pescarolo var en på Paris Motor Show 2002 præsenteret prototype med et let ændret design. V6-motoren med 294 kW (400 hk) blev benyttet af Team Pescarolo Sport (grundlagt af Henri Pescarolo) i det franske rallymesterskab. Den 25 mm sænkede bil havde større luftindtag i frontskørterne, bredere forskærme samt to separate udstødningsrør. Den 2,35 tons tunge 607 Pescarolo var udstyret med 245/45R19-dæk på 19"-alufælge og accelerede fra 0 til 100 km/t på 5,0 sekunder. Bilens topfart var 290 km/t.

## Indstilling af produktionen
I september 2010 blev produktionen af 607 indstillet, indtil videre uden efterfølger.
I dag er den i foråret 2011 introducerede 508, som er direkte efterfølger for 407, Peugeots største personbil.